# 난카이 전기 철도
난카이 전기 철도 주식회사(일본어: 南海電気鉄道株式会社 난카이덴키테쓰도카부시키가이샤[*], 영어: Nankai Electric Railway Co.,Ltd. 도쿄: 9044)는 오사카의 난바부터 와카야먀 · 간사이 국제 공항 · 고야 산 등을 연결하는 대규모 사철이다. 오사카부와 와카야마현을 기반으로 한다. 총 영업 킬로는 154 km. 차량 수는 704량. 일반적으로는 난카이 혹은 난카이 전철로 줄여 부르며, 난카이 전차의 호칭이기도 하다.
본사 소재지는 오사카부 오사카시 주오구에 있으며, 도쿄, 오사카, 나고야 증권거래소에 상장된 기업이며, 회사 슬로건은 'Fine & Bright NANKAI, 손님과 함께'이다.
순수 민간자본 회사로서 존재하는 일본에서 가장 오래된 사철회사 중 하나이다. 회사명의 「난카이」란 율령제의 난카이도 (기이국, 아와지국, 시코쿠)에 유래해, 거기에 영업 거점을 펼치려고 붙여졌다. 이전에는 프로야구 구단(난카이 호크스, 후의 후쿠오카 다이에호크스, 후쿠오카 소프트뱅크 호크스)이나, 야구장(오사카 구장이나 나카모즈 구장, 모두 후에 해체)을 경영하고 있었지만, 1988년에 철퇴했다.
스르트 KANSAI로 카드로 인자되는 부호는 NK이다.

## 개요
1884년에 간사이 경제계의 중진, 후지타 덴자부로 · 마츠모토 쥬타로 · 다나카 이치베 · 도야마 슈조 등에 의해서 오사카 계간철도로서 설립되어 1885년에 난바 - 야마토 강 (후에 폐지) 구간을 개업한 한카이 철도를 시작으로 하고 있다. 한카이 철도는 일본 철도(반은 관공서 반은 시민) · 도쿄 마차철도에 이어 일본에서 3번째의 사철로서 설립되어 1883년에 폐지된 가마이시 광산 철도의 자재를 이용해 건설되었다.
1898년에 신설 회사인 난카이 철도와 합병, 1909년에는 경합 노선을 가지고 있던 난바 전철 궤도, 1915년에는 같이 한카이 전기 궤도, 그리고 1922년에는 네즈 가이치로로부터 양보해지는 형태로 오사카 고야 철도를, 1940년에는 교통 통제를 위해 경합 회사의 한와 전기 철도, 1942년에는 가다 전기 철도를 합병했다.
1944년에, 구) 한와 전기 철도의 노선을 전시 매수로 운수 통신성에 양도(한와 선이 된다)한 후, 전시 기업 통합 정책(육상 교통 사업 조정법)에 의해 간사이 급행 철도(간큐)와 합병, 긴키 닛포 철도(난바 선은 난바 영업국 · 궤도선은 덴노지 영업국의 관할)가 된다. 그러나 이 합병은, 대부분 접점이 없는, 경위나 사풍이 완전히 다른 사람끼리의 것이며, 당초부터 체제에 무리가 생기고 있었다. 당시의 간큐 측의 대표자이며, 간큐 성립의 주인공인 오이타 토라오조차, 「난카이와의 합동만은, 정부로부터 강요된 것으로, 자신이 바란 것은 아니었다」라고 말하고 있었다. 그러한 이유도 있고, 종전 후에 난바 영업국원 주도로 분리 운동이 일어나, 1947년에 고야 아래 - 고야 산 구간을 운영하고 있던 고야 산 전기 철도에 구 · 난카이 철도의 노선을 양도하는 형태로, 난카이 전기 철도가 발족했다(이 때문에 법인으로서의 난카이 전기 철도의 설립일은 고야 산 전기 철도의 설립일인 1925년 3월 28일이 되고 있다). 1961년에는, 기시가와 선(2006년에 와카야마 전철에 양도)이나 와카야마 궤도선(1971년 폐지)을 경영하고 있던 와카야마 전기 궤도도 통합하고 있다.
덧붙여 난바 전철 궤도 · (초대) 한카이 전기 궤도의 노선에 대해서는, 1980년에 난카이 자회사의(2대) 한카이 전기 궤도에 양도되었다.

### 연혁
- 1884년
  - 6월 16일: 오사카 계간철도 설립.
  - 11월 22일: 오사카 계간철도가 한카이 철도로 회사명 변경.
- 1885년 12월 29일: 한카이 철도가 난바 - 야마토 강(후에 폐지) 구간을 개통.
- 1895년 8월 25일: 난카이 철도 설립.
- 1898년 10월 1일: 한카이 철도가 난카이 철도에 합병.
- 1900년 10월 26일: 덴가차야 - 덴노지 구간(덴노지 지선)을 개통.
- 1903년 3월 21일: 난바 - 와카야마 시 구간 전선 개통.
- 1909년 12월 24일: 난바 전철 궤도를 합병. 우에마치 선으로 한다.
- 1911년 11월 21일: 난바 - 와카야마 시 구간 전선화 완료.
- 1915년 6월 21일: (초대) 한카이 전기 궤도를 합병. 한카이 선· 오하마 선· 히라노 선으로 한다.
- 1922년
  - 9월 6일: 오사카 고야 철도 · 고야 다이시 철도 (미개업)을 합병. 고야 선으로 한다.
  - 12월 2일: 난카이 본선 전선 복선화 완성.
- 1925년 3월 28일: 고야 산 전기 철도 설립.
- 1934년 11월 17일: 국철 기세이사이 선(현. 기세이 본선) 직통열차 '구로시오' 운행 개시.
- 1938년
  - 2월 11일: 고야 선 시오미바시 - 나가노 (현. 가와치나가노) 구간 복선화 완성.
  - 5월 1일: 사야마 유원지 개원.
- 1940년 12월 1일: 한와 전기 철도를 합병. 야마노테 선으로 한다.
- 1942년 2월 1일: 가다 전기 철도를 합병. 가다 선으로 한다.
- 1944년
  - 5월 1일: 운수 통신성이 야마노테 선을 매수. 국철 한와 선으로 한다.
  - 6월 1일: 간사이 급행 철도도 난카이 철도가 합병. 긴키 닛폰 철도로 한다.
- 1947년
  - 3월 15일: 고야 산 전기 철도가 난카이 전기 철도로 회사명 변경.
  - 6월 1일: 긴키 닛폰 철도가 구. 난카이 철도의 노선을 난카이 전기 철도에 분리 양도.
- 1949년 5월: 도쿄 · 오사카 · 나고야 증권거래소에 상장.
- 1951년 7월 7일: 고야 선에 특급 '고야 호' 운행 개시.
- 1954년 3월: 도쿄 증권거래소로부터 상장 폐지.
- 1957년 4월 1일: 미사키 공원 개원.
- 1961년 11월 1일: 와카야마 전기 궤도 합병. 기시가와 선 · 와카야마 궤도선으로 한다.
- 1966년 12월 1일: 기타지마 지선 폐지.
- 1971년
  - 4월 1일: 와카야마 궤도선 전선 구간 폐지. 난카이 전철 버스 (당시 ; 현재의 와카야마 버스)교체.
  - 4월 1일: 센보쿠 고속 철도 개업. 고야 선과 상호 직통 운행 개시.
- 1972년 6월 1일: 신사장을 제정.
- 1973년 10월: 기시가와 선을 제외한 철도선 전 구간의 가선전압을 1500V 전압 상승 개시.
- 1980년
  - 6월 15일: 제 1 차 오사카 시내 입체 교차화 (난카이 본선의 다마데 - 스미노에) 구간 완공.
  - 11월 23일: 난바 역 개량 공사 완공. 여기서부터, 역의 안내 표시에 각각의 노선의 심볼 마크와 라인 칼라(남해선은 파랑, 다카노 선은 초록)가 사용되기 시작한다.
  - 11월 28일: 히라노 선 · 오하마 선(1949년부터 휴지중)이 폐지. 히라노 선은 전날에 개통한 오사카시영 지하철 다니마치 선 덴노지 - 야오미나미 구간에 대체.
  - 12월 1일: 우에마치 선 · 한카이 선을(2대) 한카이 전기 궤도 로 분리 양도.
- 1984년 11월 18일: 텐노지 지선의 덴가차야 - 이마이케초 구간이 폐지. 오사카 시영 지하철 사카이 스지선의 연신 공사, 제2차 오사카 시내 입체 교차화 공사의 본격화에 수반한다.
- 1985년
  - 3월: 난카이 본선의 사카이 시내 입체 교차화 공사(스미노에 - 스와노모리 구간)가 완성.
  - 3월 14일: 기세이 본선과의 직통열차(난카이 선 내 특급, 국철 선 내 급행) 「기노쿠니」가 폐지.
  - 11월 1일: 특급 「서든」운행 개시. 특급 「시코쿠호」폐지.
- 1990년 4월: 아반에 업무 위탁하여, 동사로부터 파견을 받은 「패신저 · 어텐던트」(여성 승무원)의 승무 개시.
- 1992년
  - 4월 9일: 지금까지의 녹색으로부터, 회색지에 청색과 오렌지대의 뉴 컬러 디자인 전철을 운전 개시. 이후, 전 차량의 도색이 변경된다.
  - 11월 10일: 특급 「린칸 」운전 개시. 특급 「고야 호」를 특급 「고야」로 개칭.
- 1993년
  - 4월 1일: 덴노지 지선의 이마이케초 - 덴노지 구간이 폐지되어, 동선 전선 폐지.
  - 4월 1일: 하시모토 · 고야 산 지구의 버스 노선을 난카이 린칸 버스에 이관.
  - 4월 1일: 하구루마의 사장에 대신해 코퍼레이트 심볼 마크를 제정.
- 1994년
  - 6월 15일: 공항선 개통 (공항선 고유 색은 보라색).
  - 9월 4일: 간사이 국제공항의 개항에 수반해 공항 특급 「라피트」운행 개시.
- 1995년
  - 9월 1일: 고야 선 가와치나가노 - 하시모토 구간의 복선화 완공. 동선 난바 - 하시모토 구간의 애칭 「린칸산 라인」사용 개시.
  - 11월 1일: 오사카 시내 연속 입체 교차화가 전면 완공.
- 1999년 4월 1일: 기시가와 선을 제외한 전선으로 스르트 KANSAI를 도입. 난카이 컴퍼스 카드를 발매 개시.
- 2000년 4월 1일: 사야마 유원지 폐장.
- 2001년 10월 1일: 버스 부문(난카이 전철 버스)을 난카이 버스에 분사.
- 2002년 5월 26일: 와카야마항 선의 와카야마항 - 스이켄 구간이 폐지.
- 2005년 11월 27일: 이즈미사노 역의 입체 교차화 공사 완성.
- 2006년
  - 4월 1일: 기시가와 선을 오카야마 전기 궤도의 자회사 와카야마 전철에 양도.
  - 7월 1일: PiTaPa 도입. 난카이는 난카이 그룹 카드 minapita를 발행. 동시에 ICOCA도 이용 가능.
- 2007년 4월 19일: 오사카 구장 재개발 사업(난바 파크) 전면 개업.
- 2008년 3월 21일: 도쿄 증권거래소 제 1 부 시장에 재상장(상장 승인일은 3월 14일).
- 2009년
  - 3월 20일: 「린칸산 라인」의 애칭, 사실상 폐지.
  - 3월 21일: 도쿠시마 버스를 자회사화.
- 2010년 10월 1일: 난카이 도시 창조를 흡수 합병.
- 2011년
  - 4월 1일: 간사이의 대기업 사철에서는 처음이 되는, 전역에서의 역 구내 종일 금연을 개시.
  - 9월 1일: 모든 특급 열차가 금연이 된다.

## 노선
이하의 각 노선을 가져, 난카이 본선과 그 지선(공항선을 제외하다)을 난카이 선과 총칭하고 있다. 난카이 선의 각 지선은 「다카시노하마 지선」이라고 하도록(듯이) 「…지선」이라고 칭하고 있었지만, 덴노지 지선이 폐지된 1993년부터 공항선이 개업한 1994년경부터 단지 「…선」이라고 불리는 것이 많아졌다. 덧붙여 국토 교통성 감수의 「철도 요람」에는 「…선」이라고 기재되어 있다.

### 현재 보유 노선
- 난카이 선 (노선 색은 파랑)
  - 난카이 본선: 난바 - 와카야마 시: 64.2 km
  - 다카시노하마 선: 하고로모 - 다카시노하마: 1.5 km
  - 다나가와 선: 미사키 공원 - 다나가와: 2.6 km
  - 가다 선: 기노가와 - 가다: 9.6 km
  - 와카야마항 선: 와카야마 시 - 와카야마항: 2.8 km
- 공항선 (노선 색은 보라): 이즈미사노 - 간사이 공항: 8.8 km
- 고야 선 (노선 색은 초록)
  - 고야 선: 시오미바시 - 기시노사토타마데 - 고쿠라쿠바시 64.5 km
  - 난카이 강삭 선: 고쿠라쿠바시 - 고야 산 0.8 km
  - 센보쿠 선: 나카모즈 - 이즈미추오 14.3 km

### 폐지 및 양도 노선
- 난카이 선
  - 덴노지 지선: 덴가차야 - 덴노지: 2.4 km
  - 고쿠샤 연락선: 와카야마 시 - 고쿠샤 분기점 1.0 km (국철 분할 민영화 시행일 때 JR 서일본에 시설마다 대여하여, 동사의 제 1종 철도 사업자 구간이 되었다.)
  - 와카야마항 선: 와카야마항 - 스이켄: 2.6 km
  - 기타지마 지선: 와카야마 시 - 기타지마 - 히가시마쓰에: 2.6 km
- 고야 선
  - 기노가와구치 지선: 0.6 km
- 오사카 궤도선
  - 한카이 선: 에비스초 - 하마데라 역 앞 구간: 14.1 km (한카이 전기 궤도가 승계)
  - 우에마치 선: 덴노지 역 앞 - 스미요시 공원: 4.6 km (한카이 전기 궤도가 승계)
  - 히라노 선: 이마이케 - 히라노: 5.9 km
  - 오하마 지선: 슈쿠인 - 오하마 해안: 1.4 km
- 와카야마 궤도선
  - 난카이 선: 시 역 앞 - 가이난 역 앞: 13.4 km
  - 신마치 선: 공원 앞 - 국철 와카야마 역: 1.6 km
  - 와카우라 지선: 와카우라구치 - 신와카우마 1.1 km

## 열차 종류
난카이 전철의 열차 종류는 이하와 같다.
- 난카이 본선: 특급 (라피토(ラピート)- · 서든 · 자유석특급) · 급행 · 공항급행 · 구간급행 · 준급행 · 보통
- 공항 선: 특급 (라피토) · 공항급행 · 보통
- 와카야마항 선: 특급 (서든 · 자유석특급) · 급행
- 고야 선: 특급 (고야 · 린칸) · 쾌속급행 · 급행 · 구간급행 · 준급행 · 각 역 정차

난카이 본선계통 각선이 「보통」, 고야 선이 「각 정류장」이 되고 있는 것은, 양 선의 열차가 이중 복선의 선로를 병행해 달리는 난카이 본선 난바역 - 덴가차야 역 구간에 있고, 고야 선의 열차가 달리는 동쪽 2선의 선로 밖에 이마미야에비스 역 · 하기노차야 역의 홈이 없고, 서쪽 2선을 달리는 난카이 본선의 열차는 모두 통과하기 위해(때문에)이다. 1970년 이전에는 난카이 본선으로부터의 각 정류장(동선 로컬)이나 고야 선으로부터의 보통도 존재했다.

### 열차 종별 표시제
- 차량 선두의 방향막 · 종별막의 표시외, 열차 식별등(통과 표지등)에서도 대부분 판별할 수 있다.
- 양측이 점등 - 특급, 쾌속 급행, 급행, 구간 급행, 준급, 회송, 시운전, 단체 전용.
- 한쪽 편(조수석측) 점등 - 각 정류장 · 보통.

열차 종별의 안내색은 쾌속 급행 이외 교토 와 오사카 와 같지만, 구간 급행과 준급의 정차역의 방식이 교토 와 오사카 와는 역전하고 있다. 구간 급행이 난카이의 준급행의 정차역 방식으로 준해 준급이 난카이의 구간 급행의 정차역 방식으로 준하고 있다. 영어 표기도 교토와 오사카의 준급과 난카이의 구간 급행이 「SUB EXPRESS」, 교토와 오사카의 구간 급행과 난카이의 준급이 「SEMI EXPRESS」라고 하도록(듯이) 역전하고 있다.

### 특급 열차
난카이 전철에서는 특급 열차를 운행하고 있어, 계통에 따라 아래와 같은 애칭이 있다.
1. '라피토'(ラピート)- 난카이 본선 · 공항선을 달리는 간사이 국제공항으로 가는 열차이다. 공항과 오사카 시내를 가장 싸고 빠르게(공항특급보다 10~15분 더 빠름) 연결하는 교통 수단이다. 객실에는 안락한 의자가 설치되어 있다. 라피토알파(ラピートα)와 라피토베타(ラピートβ)로 구별되며, 중간 정차역에 다소 차이가 있다. 칸사이 스루패스의 소지자도 추가 요금 510엔이 필요하다.
2. '서든' - 난카이 본선 · 와카야마항 선의 쾌속 열차. 난카이 페리 도쿠시마 항로와 접속하는 열차이기도 하다.
3. '고야' - 고야 선을 달리는 고야 산의 관광 열차.
4. '린칸' - 고야 선을 달리는 근교 특급.

- 「라피트」 「고야」 「린칸 」은 전 열차 지정 좌석, 「서든」은 일부 지정 좌석이다.
- 차장의 휴대 단말로 특급권(좌석 지정권)의 정보를 확인하기 위해(때문에), 차내 개찰은 원칙으로서 행해지지 않는다.

#### 특급 운임 요금
각 열차 모두 공통(「서든」의 경우는 좌석 지정 요금). 어른 요금(소아는 특기가 없는 한 반액). 2014년 4월 1일 현재.
| 킬로   | 운임 요금 |
| ------ | --------- |
| 1 - 45 | 510       |
| 46 -   | 780       |

「라피트」의 슈퍼 시트를 이용하는 경우는 상표의 금액에 200엔 (어른 · 소아 공통)을 가산한다.
- 예외
  - 「서든」：좌석 지정차를 이용할 경우, 좌석 지정 요금으로 해서 일률 500엔.
  - 「라피트」：이즈미사노 - 간사이 공항 구간은 레귤러 시트 이용의 경우만 상표를 적용하지 않고, 100엔.

덧붙여 다른 특급 열차에 갈아타는 경우(예：「린칸 」으로부터 「라피트」에 환승)는 각 열차의 요금이 각각 필요하다(환승 요금등의 제도는 없다).

#### 특급권(좌석 지정권)의 발권 방법
전술대 로, 난카이 전철의 특급은 「서든」의 자유석 차와 전차 자유석의 특급을 제외해 모두 전 열차 좌석 지정이므로, 이것의 승차에는 승차권 외에 특급권(좌석 지정권)이 필요하게 된다. 특급권은 1개월 전부터 역 창구(창구에서도 정기권을 발매하고 있는 역만)외, 난카이 국제 여행이나 주요 여행 대리점에서 살 수 있다. 또, 「난카이 철도 클럽」( 구 「NATTS 철도 클럽」)의 회원이면, 인터넷상 및 휴대 전화로부터도 구입 가능한(특급 티켓 리스 서비스) 외 , 같은 서비스에 의한 특급권 구입의 대금으로 해서 충당 가능한 「특급 포인트」의 환원이라고 하는 특전도 받게 된다. 덧붙여 역 창구에서의 발권 방법은 JR 계열선의 마르스와 달라, 관계자가 공석 정보를 보고 발권 시에 제일 좋다고 생각되는 석을 지정하는 방식이다(비어 있으면 구입자 자신으로 지정할 수 있다). 난카이 난바 역에서는 그룹 회사의 난카이 국제 여행이 특급권의 발매를 난카이 전기 철도에서 위탁되고 있다.
신이마미 야 역, 하시모토 역 등 일부의 역에서는 홈 상에도 창구가 설치되고 있지만, 많은 역에서는 개찰내에 창구가 없기 때문에, 자동 매표기가 설치되어 있다. 다만 자동 매표기로의 발매는 열차 발차의 20분전으로부터이며, 그 시점에서 만석의 경우는 발매되지 않는다. 따라서, 희망하는 열차의 특급권을 취할 수 없었으면 더 이상 그 열차에는 승차할 수 없다. 또, 자동 매표기에서는 현금만 취급이 되어, 지폐도 천 엔권 이외는 사용할 수 없다(다만, 난카이 난바 역에서는 통근의 승차가 많아지는 저녁 이후는 관계자가 일부의 특급권 자동 판매기에 특급의 발차 10분전에 서서 환전이나 구입등 여객의 대응에 임하고 있다).

### 공항급행
공항급행은 좌석 구조나 시설이 지하철과 비슷하다.

## 보유 차량

### 특급 차량
- 난카이 본선 계통
  - 50000계
  - 10000계
  - 12000계
- 고야 선 계통
  - 31000계
  - 30000계
  - 11000계

### 통근형 차량
- 난카이 본선 계통
  - 1000계 · 1000계 50번대
  - 2000계
  - 2200계 · 2230계
  - 7000계 · 7100계
  - 8000계
  - 9000계
- 고야 선 계통
  - 1000계
  - 2000계
  - 2200계 · 2230계
  - 2300계
  - 6000계 · 6200계 · 6300계
  - 8200계
- 강삭 선
  - 코11 · 21형

## 운임
- 성인 보통 여객 운임(소아 반액 · 10엔 미만).2005년 11월 22일 현재.

| 거리      | 운임 요금 |
| --------- | --------- |
| 3 km 이내 | 150       |
| 4 - 7     | 200       |
| 8 - 11    | 250       |
| 12 - 15   | 320       |
| 16 - 19   | 370       |
| 20 - 23   | 430       |
| 24 - 27   | 480       |
| 28 - 31   | 540       |
| 32 - 35   | 580       |
| 36 - 39   | 620       |
| 40 - 44   | 670       |
| 45 - 49   | 720       |
| 50 - 54   | 770       |
| 55 - 59   | 810       |
| 60 - 64   | 850       |
| 65 - 69   | 890       |
| 70 - 74   | 930       |
| 75 - 80   | 970       |
| 81 - 86   | 1,010     |
| 87 - 92   | 1,050     |
| 93 - 98   | 1,100     |
| 99 - 104  | 1,140     |
| 105 - 110 | 1,180     |
| 111 - 116 | 1,220     |
| 117 - 122 | 1,260     |
| 123 - 130 | 1,300     |

공항 선내 또는 공항 선과 타 선을 걸쳐 승차하는 경우는, 상표에 의한 전승차 구간의 금액에, 공항 선내의 승차 구간에 따라 이하의 금액을 가산한다.
- 이즈미사노 - 린쿠 타운 구간 120엔
- 이즈미사노 - 간사이 공항간 220엔
- 린쿠 타운 - 간사이 공항간 170엔

다만, 린칸 타운 - 간사이 공항 구간 (6.9 km)만을 승차하는 경우는, 특정 운임(난카이와 JR의 산출액을 비교한 금액)이 된다. 2005년 기준으로는 JR의 산출 액수에 의한 350엔.
- 강삭선
  - 380엔

교외형에 가까운 노선 체형으로, 게이한신간을 달리는 대기업 사철과 비교해 이용객이 적은 모아 두어 중거리 더 먼 곳의 운임은 긴테쓰 등과 같이 조금 비싸게 설정되어 있다.
일찍이 난카이의 노선이었던 기시가와 선과 그 이외의 철도선은 운임 체계가 별로, 승차 거리의 통산 제도가 없었기 때문에, 기시 역 - (난카이 키시가와 선)→와카야마 역 - (JR 기세이 본선) - 와카야마 시 역 - (난카이 본선) - 난바, 와 같이 이용하면 꽤 높아져 버린다고 하는 문제가 있던(이 구간의 예에서는, 와카야마 전철 이관 직전의 2006년 3월 시점에서 기시가와 선(14.3 km) 360엔+ JR기세이 본선(3.3 km) 180엔 + 난카이 본선(64.2 km) 890엔 = 1,430엔. 만일 운임 체계가 같고 통산 제도가 있으면 난카이(78.5 km) 970엔 + JR기세이 본선(3.3 km) 180엔=1,150엔이 된다).
또, 상호 직통 운전하고 있는 센보쿠 고속 철도선의 각 역과 난카이의 각 역(나카모즈 역 제외하다) 간을 나카모즈 역을 경유해 이용하는 경우의 운임은 각각의 운임을 합산 한 것으로부터 20엔(어른)을 할인한 금액이다. 역시 운임 체계가 별도이고, 승차 거리를 통산 해 난카이의 운임 체계에 적용시켰을 경우보다 높아지는 것부터, 센보쿠 고속 철도선의 운임은 비싸다고 하지만, 동선내 뿐이라면 다른 관서 대규모 사철과 거의 동일한 수준이다.

## 회사 심벌마크
당초의 사장은 「하구루마」라고 불려 차바퀴에 날개(날개)가 난 것이었다. 이 디자인은 유럽 제국의 국영 철도의 문장에 잘 볼 수 있는 것이지만, 난카이가 유럽으로부터 차량을 수입했을 때 이 문장이 보여 「차바퀴에 날개가 나면 빠르다」라는 의장을 마음에 들어, 차바퀴의 방향만 바꾸어 채용했다고 여겨진다. 1947년 6월 1일, 그레이트링으로부터 개칭한 난가이 호크스의 구단명도, 이 「날개=새」에게 연관되었다고 한다. 현재에도 난바 역의 북측 입구에는, 하구루마를 본뜬 모뉴먼트가 장식되어 있다.
또, 난카이의 각 역에 광고가 게시되고 있는 「하구루마 소스」의 마크도, 난카이의 구 사장을 모티프로 한 것이다, 라고 말해진다.
1972년 6월 1일에 제정된 2대째의 사장은, 구사장의 「하구루마」의 의장을 남기면서, 당시의 코퍼레이트 칼라인 녹색을 도입해보다 직선적인 디자인이 되었다. 현재도 주주 우대 승차증 · 사원증이나 토지 경계표 등에 있고, 정식적 사장으로서 사용이 계속되고 있다.
간사이 국제공항의 개항을 다음 해에 앞둔 1993년부터는, CI도입에 의한 「NANKAI」를 나타낸, 3대째의 로고 마크가 제정되었다. 동시에 코퍼레이트 칼라도, 녹색으로부터 파인 레드와 브라이트 오렌지의 편성에 변경되었다. 이미지로서는, 종합 생활 기업으로서 미래를 향해서 강력하게 해쳐 가는 자세를 표현하고 있다. 한카이 전기 궤도 · 와카야마 버스등의 자회사에 관해서도 도입 시기는 다소 뒤지지만 이 로고 마크를 모회사에 추종해 도입하고 있다.
전술한 2대째의 사장은, 보이는 것도 적게 되었지만, 자회사인 한카이 전기 궤도의 정식적 사장은, 현재도 난카이의 2대째의 사장에 가까운 디자인이 되고 있다.

## 대주주
- 난카이 전기 철도의 현재 대 주주수의 경우 2007년 3월 31일 기준 52,267명이다.

| 주주 회사명                   | 소유 주주수 | 소유주 비율 |
| ----------------------------- | ----------- | ----------- |
| 일본 트러스티 서비스 신탁은행 | 21,470천주  | 4.07%       |
| 일본생명                      | 19,170천주  | 3.64%       |
| 미쓰비시 도쿄 UFJ 은행        | 7,368천주   | 1.39%       |
| 스미토모 신탁은행             | 7,297천주   | 1.38%       |
| 미쓰이 스미토모 은행          | 7,147천주   | 1.35%       |
| 센슈 은행                     | 6,895천주   | 1.30%       |
| 다카시마야                    | 5,035천주   | 0.95%       |
| 기요 은행                     | 5,005천주   | 0.95%       |
| 오바야시구미                  | 4,541천주   | 0.86%       |
| 다케나카 공무점               | 4,170천주   | 0.79%       |

## 난카이와 관련된 자회사
- 한와 전기 철도 - 난카이의 라이벌 회사이자 한와 선의 전신. 전시 중 난카이가 매수해 「야마노테 선」으로 개칭했다.
- 오사카 부 도시 개발 (센보쿠 고속 철도) - 유일한 상호 직통 운전을 실시하고 있는 회사.
- 게이한 전기 철도 - 편의점 「안 쓰리」를 공동 경영하고 있는 것 외에 역 배포의 광고 신문 「K프레스」를 난카이의 역에 두거나 난카이 발행의 광고 신문의 「NATTS」를 교토와 오사카의 역(요도야바시 역 · 덴마바시 역 · 고리엔 역 · 히라카타 시 역 · 구즈하 역)에 두거나 부정기이지만 차내 광고를 서로 게시하거나 광고면에서 협력 관계가 있다. 전쟁 전은 와카야마 수력전기의 매수나 한와 전기 철도의 자본 참가등에서 난카이의 영업 에리어인 와카야마에도 영향력을 가지고 있었다.
- 한신 전기 철도 - 과거에 편의점 「안 쓰리」를 공동 경영하고 있던 것 외에는, 워킹 이벤트등을 공동 개최하는 관계가 있다. 또 한신 난바 선 개업 후는, 난바 역 환승의 연락 정기를 설정하거나 연선을 PR 하는 포스터를 공동 제작해, 차내 나 역 구내 등에 게시하고 있다.
- 와카야마 전철 - 원래 난카이 가 소유하고 있던 기시가와 선(와카야마 - 타카시)의 운영을 계승했다. 료비홀딩스의 그룹 회사.
- 도큐 차량 제조 - 난카이가 소유하는 대부분의 차량은 여기서 제조되고 있다. 1968년에, 그 이전의 대부분의 차량을 제조하고 있던 제국차량 공업(사카이시, 철거지에 아리오 오타리가 2008년 개점)을 흡수 합병했다.
- 히타치 제작소 - 일부를 제외한 제어장치를 납입하고 있다.
- 스미토모 금속 공업 - 일부 예외를 제외한 차체를 지탱하는 부분을 납입하고 있다. 1984년 2월까지 와카야마 제철소 전용으로 가다 선 · 와카야마항 선으로 화물열차가 운전되고 있었다.
- 다이킨 공업 - 일본 최초의 철도 차량용 냉방 장치를 사카이 공장(사카이시 기타구)에서 제조했던 것이 인연으로, 근처를 달리는 난카이에 납입했다.
- 다이에 - 소유하고 있던 구단(난카이 호크스)의 양도처
- 소프트뱅크 - 소유하고 있던 구단의 현재의 소유자
- 도쿄 스타은행 - 난카이의 주요 역 구내에, ATM망 「역의 은행 ATM · 출금기」를 제공.
- 다카시마야 - 주요 주주 1사에서, 난카이 연선의 난바 역에 오사카점, 사카이히가시역에 사카이 점, 와카야마 시 역에 와카야마 점, 및 고야 과 상호 연결 운행하고 있는 센보쿠 고속 철도 이즈미가오카 역에 센보쿠 점을 출점.
- 551호라이 - 주요역의 역 구내를 중심으로 점포를 전개. 역 구내에서의 첫 출점이 난바 역이었다.
- 호쿠오 푸드 서비스: 설립 당초는 난카이의 자회사였다. 현재는 난바 역의 구내에서는 전면적으로 철퇴하고 있다.
- MBS: 주요 주주 1사에서, 난카이 호크스 시대부터 시합 중계수가 타국보다 많이 연결이 깊었다. 덧붙여서 2003년까지, 난카이는 마이니치 방송의 제10위의 대주주이기도 했다.또, 난카이 호크스의 본거지였던 오사카 구장 철거지의 난바 파크스에 방송국 밖에 설치한 방송실이 있다.
- TV 오사카: 이전에는 20:55분의 뉴스가 끝난 뒤 「난카이 스폿트 나우」의 타이틀이 들어간 CM(인포머셜 형식)이 흐르고 있었다.
- 센슈 은행 (현: 이케다 센슈 은행): 난카이 전철이 일찍이 대주주였다(현재는 이케다 센슈 홀딩스의 완전 자회사).
- 기요 은행: 난카이 전철이 일찍이 대주주였다(현재는 기요홀딩스의 완전 자회사).
- TV 와카야마: 와카야마 현 내에서 같은 방송국만으로 흐르는, 와카야마 현 내에서 독자적인, 난카이 그룹의 CM이 방송되고 있다.
- 와카야마 방송: 난카이 전철이 필두 주주로 자리잡은 방송국이다.

## 같이 보기
- 한카이 전기 궤도
- 센보쿠 고속 철도